# Heart's All Gone
«Heart's All Gone» —en español: «Corazón se ha ido»— es un canción interpretada por la banda estadounidense de pop punk Blink-182. Fue escrita y producida por la banda en conjunto, e incluida es su sexto álbum de estudio, Neighborhoods, de 2011. Esta canción fue publicada un día antes de que comenzara el tour Honda Civic Tour y también fue parte del repertorio del mismo, para de ahí convertirse en el tercer sencillo de este álbum.

## Publicación
El 4 de agosto de 2011, Mark Hoppus reveló a través de su cuenta de Google+, una página de Internet titulada www.heartsallgone.com. La página tenía un fondo blanco con el logo de la banda utilizado desde 2003 en el centro. El tituló de la página decía «Command A» lo cual en PC sería «Ctrl + A». Al presionar esta combinación de botones se revelaba no solo la letra sino también la posibilidad de escuchar una canción del nuevo disco llamada «Heart's All Gone». Críticos y fanes afirman que «Heart's All Gone» tiene un sonido referente a uno de los anteriores discos de la banda; Dude Ranch de 1997.

## Vídeo musical
En el vídeo se muestran filmaciones de la banda mientras estaban en el Honda Civic Tour, tales como el backstage y las presentaciones. Fue dirigido por Jason Bergh y fue publicado el 28 de septiembre de 2011.
- Datos: Q3783914